# Гасанов, Сабухи Гурбет оглы
Сабухи́ Гурбе́т оглы́ Гаса́нов (азерб. Səbuhi Qürbət oğlu Həsənov; 8 июля 1987, Баку, Азербайджанская ССР, СССР) — азербайджанский футболист. Амплуа — защитник.

## Биография
Футболом начал заниматься в 11 лет, в СДЮШОР «Гянджлик», города Баку. Первый тренер — Чингиз Азимов.
Играл за клубы «Адлийя» (Баку), «Туран» (Товуз), «Мугань», «Симург».
С 2007 года защищал цвета клуба премьер-лиги Азербайджана — ФК «Баку». Выступал в команде под № 22.
В сезоне 2011/12 был в составе клуба «Ряван» (игровой номер № 25), однако на поле в основном составе так и не выходил.

## Сборная Азербайджана
Защищал цвета юношеской (U-19) сборной Азербайджана.
В составе молодёжной сборной Азербайджана (U-21) дебютировал 7 февраля 2006 года в Тбилиси во время товарищеского матча между молодёжными сборными обеих стран.